# Pra Você (canção de Paula Fernandes)
"Pra Você" é uma canção gravada pela cantora e compositora mineira Paula Fernandes, lançada como primeiro single do seu primeiro álbum ao vivo (2011). A canção foi composta por Zezé Di Camargo, em parceria com Fernandes, e foi lançada em 25 de janeiro de 2011, estreando nas paradas brasileiras em fevereiro, na 54ª colocação e alcançando o segundo lugar da Hot 100 Airplay.

## Desempenho
A canção estrou na Hot 100 Airplay, da Billboard Brasil, ocupando a 54ª colocação, saltando para a 6ª posição em Março, 4ª em abril e 2ª em maio. O single ainda pontuou na parada de canções populares, estreando na 34ª posição, subindo para a 6ª, em março, e seguindo os passos que teve na Hot 100 Airplay. Nas paradas regionais, a canção teve um bom desempenho. Em Goiânia, estreou na 7ª posição, atingiu 1ª, em março, 2ª, em abril, voltando para o topo da parada em maio. Em Ribeirão Preto o single estreou na 8ª colocação, subindo para a 3ª lugar, em abril, e saltando para a primeira posição, em maio. 
Já em Campinas, a canção ocupou a 4ª posição, em sua estreia na parada, atingiu o 2ª lugar no mês seguinte e caiu, em maio, para a décima colocação na parada.. "Pra Você" entrou nas paradas porto-alegrenses em março, ocupando o 4º lugar. Mas, no mês seguinte caiu para a 6ª posição e permaneceu na mesma colocação em maio. Os soteropolitanos, levaram a canção a estrear na 2º posição, em abril, e cair para a 4º, no mês seguinte, enquanto, em São Paulo, a canção estrou em 6º lugar, em abril, e atualmente ocupa o topo do ranking.
Na parada da Hot 100 Brasil, a canção permaneceu no Top 20 entre Abril até Julho de 2011, alcançando o 2ª lugar em maio.

### Paradas
| Paradas (2011)                                     | Melhor posição |
| -------------------------------------------------- | -------------- |
| Billboard Hot 100 Airplay                          | 2              |
| Billboard Popular Hot Songs                        | 2              |
| Billboard Brasil Regional Goiânia Hot Songs        | 1              |
| Billboard Brasil Regional Ribeirão Preto Hot Songs | 1              |
| Billboard Brasil Regional Campinas Hot Songs       | 2              |
| Billboard Brasil Regional Porto Alegre Hot Songs   | 4              |
| Billboard Brasil Regional Salvador Hot Songs       | 2              |
| Billboard Brasil Regional São Paulo Hot Songs      | 1              |

## Prêmios e indicações
| Ano  | Prêmio          | Categoria     | Resultado |
| ---- | --------------- | ------------- | --------- |
| 2011 | Melhores do Ano | Música do Ano | Indicado  |